# Cegelec
Cegelec eller Actemium er et fransk industriselskab og servicevirksomhed, som er specialiseret i elektrisk infrastruktur, VVS, informationsteknologi, kernekraft, transportinfrastruktur og robotik. Virksomheden blev etableret i 1993, og de har ca. 22.000 ansatte i 30 lande. I 2010 blev Cegelec overtaget af Vinci.